# 5-idrossimetilcitosina
La 5-idrossimetilcitosina (5hmC) è formata dalla 5-metilcitosina aggiungendo un gruppo ossidrilico. La 5-metilcitosina (5mC) e la 5-idrossimetilcitosina (5hmC) sono considerate la "quinta" e la "sesta" base del DNA.

## Introduzione
È stata scoperta nel 1970 all'interno del DNA dei mammiferi e svolge un importante ruolo biologico dal punto di vista epigenetico. 5hmC, infatti, impedisce l'azione della DNMT (DNA metil tranferasi) inibendo il mantenimento della metilazione. L'aggiunta del gruppo ossidrile è mediata dalle proteine TET1, TET2 e TET3 in presenza di ossigeno molecolare. Il candidato più probabile per l'ossidazione di 5mC nel pronucleo paterno è TET3. 
5hmC è presente nel pronucleo paterno mentre la 5-metilcitosina (5mC) in quello materno, 5mC è stato convertito in 5hmC specificamente nel pronucleo paterno. L'ossidazione del 5mC è un passo importante nella riprogrammazione del genoma paterno dopo la fecondazione. Dobbiamo considerarlo quindi come un importante evento biologico che si verifica nelle prime fasi del ciclo di vita dei mammiferi.

## Localizzazione
Ogni cellula di mammifero sembra contenere 5-idrossimetilcitosina, ma i livelli variano notevolmente a seconda del tipo di cellula. I livelli più alti si trovano in cellule neuronali del sistema nervoso centrale. La quantità di 5hmC aumentano con l'età, come mostrato nell'ippocampo di topo e nel cervelletto.

## Funzioni
L'esatta funzione di questa base non è ancora pienamente chiarita, ma si pensa che essa possa regolare l'espressione dei geni e la demetilazione del DNA. Questa ipotesi è avvalorata dal fatto che la 5hmC può essere convertita in citosina non modificata all'interno delle cellule dei mammiferi.